# Ebo (Cuanza Sul)
Ebo é uma cidade e município da província do Cuanza Sul, em Angola.
Tem 2 191 km² e cerca de 130 mil habitantes . É limitado a norte pelo município da Quibala, a leste pelo município da Cela, a sul pelo município da Conda, e a oeste pelos municípios do Amboim e Quilenda.
O município é constituído pela comuna-sede, correspondente à cidade de Ebo, e pelas comunas de Condé e Quissanje.